# ظرف (فلم)
ظرف (بالفارسية: شرایط) و(بالفرنسية: En secret) هو فيلم دراما فرنسي-إيرانية-أمريكية من تأليف وإخراج مريم كيشافارز ومن بطولة كل من نيكول بوشهري، سارة كاظمي ورضا صفاي. يستكشف الفيلم قصة الشذوذ الجنسي في إيران الحديثة ومواضيع أخرى متعددة.

## قصة الفيلم
عتافه (نيكول بوشهري) هي شابة في سن المراهقة وهي ابنة إحدى العوائل الأثرياء في طهران. تلتقي بصديقتها شيرين (سارة كاظمي) وتُحاول الفتاتان حضور حفلات غير مشروعة وتجربة مُختلف المحرمات بما في ذلك ممارسة الجنس، الشرب والمخدرات.
يكتشف مهران (رضا صفاي) شقيق عتافه ما كانت تقوم به رفقة صديقتها ويُحاول إنقاذ شقيقته من السقوط في فخ الإدمان على المخدرات ناهيك عن خشيته عليها بسبب ما قد يحصل لها في حالة ما كُشف أمرها وبالتزامن مع ذلك؛ يفقد تلك العلاقة القوية التي كانت تجمعه بأخته ويُحاول جاهدًا استرجاعها في ظل الهواجس الدينية والثقافية والمجتمعية التي تُحيط بالأسرة.

## الإنتاج
تم تصوير الفيلم باللغة الفرنسية لكنه صدر في إيران -قبل أن يُثير ضجة ويتم حظره- مع ترجمة للحوار بالفارسية. تم تصويره مُعظم مراحل الفيلم في دولة لبنان العربية. تضمّن الفيلم حوارات قليلة باللغة الإنجليزية فيما بلغت ميزانيته أقل من مليون دولار أمريكي.
تقطن مريم كيشافاراز -المخرجة- في الولايات المتحدة لكنها قضت الصيف في شيراز بإيران من أجل سبر أغوار المجتمع الإيراني. ذكرت مريم أنها حظرت -عندما كانت في إيران- حفلات سرية كما حاولت تقصي الحقائق وسماع كل القصص بما في ذلك قصة جلد ابن عمها على يد الشرطة الأخلاقية لسبب اعتبرته «تافهًا».
ذكرت بوشهري أن مريم أبدعت في إخراج الفيلم وعن سؤال سبب اختيار بيروت في لبنان للتصوير ردت: «منطقة الشرق الأوسط هي الأقرب لإيران من الناحيتين الجغرافية والثقافية ... لقد اخترنا لبنان بسبب الحرية التي تكفلها الدولة هناك مقارنة بإيران أو بمناطق أخرى.» ذكرت بوشهري كذلك أن طاقم الفيلم قد عمل بسرية ولم يكشف عن فكرة الفيلم أو موعد صدوره أو أي شيء من هذا القبيل وذلك بسبب المقاومة الاسلامية الشيعية المُتمثلة في حزب الله المدعوم من الحكومة الإيرانية والقادِر على منع الطاقم من استكمال التصوير. تُؤكد مريم على خدعها للسلطات في لبنان حيث ادعت أن الطاقم يُحضر لأفكار الفيلم وكيف سيكون بينما كانوا في الواقع يصنعن الفيديو الترويجي للفيلم بعدما تم الانتهاء من التصوير.

## ردود الفعل

### الاستقبال
تلقى الفيلم مراجعات كانت في معظمها إيجابية؛ حيث حصلَ على نسبة تقييم بلغت 86% في موقع روتن توميتوز مع التعليق التالي: «فيلم مثير جعلنا نتعرّف على ثقافة الشباب الإيراني من خلال "أفكار شاذة".»
منذ عرض الفيلم؛ قامت السلطات في إيران بحظر تداوله أو توزيعه كما أصدرت مذكرة توقيف في حق مريم مخرجة الفيلم هذا فضلا عن منعها من من العودة إلى إيران طوالَ حياتها. بالرغم من المراجعات الإيجابية في المواقع المتخصصة ومن قبل نقاد وأكاديميين إلا أن وسائل الإعلام الإيرانية -خاصة الحكومية قد شنّت هجمة عنيفة على الفيلم وعلى كل من شارك فيه باعتباره «تشويه» للحياة والمجتمع في إيران. فازَ بعددٍ من الجوائز الدولية وزدات شهرته عقب تغطية الإعلام لكل ردود الفعل هذه ناهيك عن ردة فعل السلطات الغاضبة.

## الجوائز والترشيحات
فازَ فيلم ظرف -يُعرف كذلك باسم سِرّ- بجائزة الجمهور خلال مهرجان صندانس السينمائي عام 2011. كما كان ضمن قائمة أفضل 50 فيلمًا صدر سنة 2011 حسب مجلة بيست. فاز مخرجة الفيلم كذلك بجائزة أفضل مخرجة كما نالت جائزة أفضل ممثلة في عام 2011 في مهرجان نور الإيراني.
حلَّ الفيلم في المرتبة الرابعة ضمن قائمة أفضل 102 فيلمًا يُناقش موضوع المثلية الجنسية في كل العصور وذلك حسب موقع أوتوسترادل.

## روابط خارجية
- مقالات تستعمل روابط فنية بلا صلة مع ويكي بيانات